# Roadcasting
Roadcasting ist eine Technologie zur mobilen Distribution eines individualisierten Radioprogramms. Es basiert auf einem mobilen Ad-hoc-Netz (auch: drahtloses Mesh-Netzwerk), jeder Radiohörer ist hier gleichzeitig Programmanbieter. Das System erkennt die Vorlieben des Nutzers und stellt ihm so ein immer neues, persönliches Radioprogramm zusammen. Es nutzt dabei die Inhalte anderer Nutzer in der Umgebung bzw. im selben Netz. Noch handelt es sich bei dem System um einen Prototyp.